# Amikam Norkin
Amikam Norkin (hebrejsky עמיקם נורקין‎, ‎* 1966, Bejt Še'arim) je izraelský generál, v letech 2017–2022 velitel Izraelského vojenského letectva. Předtím než byl vybrán aby v této funkci vystřídal Amira Ešela stál v čele Plánovacího ředitelství Izraelských obranných sil.
V dubnu 2022 se jeho nástupcem ve funkci velitele izraelského letectva stal Tomer Bar.